# São Cristóvão (Montemor-o-Novo)
São Cristóvão é uma povoação portuguesa sede da Freguesia de São Cristóvão do Município de Montemor-o-Novo, freguesia com 145,92 km² de área e 494 habitantes (censo de 2021), tendo, por isso, uma densidade populacional de 3,4 hab./km².
A freguesia criada pelo decreto-lei 14:607 de 12 de julho de 1918, publicado no Diário do Governo nº 157 de 14 de julho do mesmo ano. Pelo decreto-lei nº 35 927, de 01/11/1946, foi-lhe incorporada a freguesia de S. Romão, que foi extinta por este mesmo decreto-lei.

## Demografia
A população registada nos censos foi:
| Distribuição da População por Grupos Etários | Distribuição da População por Grupos Etários | Distribuição da População por Grupos Etários | Distribuição da População por Grupos Etários | Distribuição da População por Grupos Etários |
| -------------------------------------------- | -------------------------------------------- | -------------------------------------------- | -------------------------------------------- | -------------------------------------------- |
| Ano                                          | 0-14 Anos                                    | 15-24 Anos                                   | 25-64 Anos                                   | > 65 Anos                                    |
| 2001                                         | 80                                           | 87                                           | 333                                          | 254                                          |
| 2011                                         | 44                                           | 43                                           | 234                                          | 219                                          |
| 2021                                         | 36                                           | 35                                           | 223                                          | 200                                          |

## Localidades
- Alsilor
- Baldios
- Monte de Jungens
- Foros da Amendonça
- Foros da Tojeira
- Foros do Baldio
- Foros do Pinheiro
- Herdade dos Castelos
- Monte Corta Rabos de Baixo
- Monte da Courela
- Monte da Zambujeira
- Monte de Água Todo o Ano
- Monte do Gato
- Monte do Tojal
- Monte do Vale de Asna
- Monte dos Fartos
- Monte dos Nabos
- Monte Nabinhos
- Monte Ruivo
- Olheiro
- São Cristovão
- Torre da Gadanha
- Vale Nobre
- Courela do Chaparral
- Monte Da Defesa Das Cegonhas
- Monte da Defesa do Meio
- Monte Terra das Freiras
- Monte do Porto da Estaca de Baixo
- Monte do Outeiro do Gaio
- Monte do Ferrenho
- Monte Novo
- Monte Penedo do Chibato
- Monte Pura Vida
- Monte das Talhas